# En underbar torsdag
En underbar torsdag (Sweet Thursday) är en roman av John Steinbeck från 1954. Boken är fristående uppföljare till Det stora kalaset (Cannery Row) från 1945. 
Handlingen utspelar sig i efterkrigstidens Monterey County i Kalifornien, bland arbetarna, dagdrivarna och de prostituerade på Cannery Row. Huvudpersonen "Doktorn" har kommit tillbaka efter sin krigstjänstgöring och finner att livet på Cannery Row inte är riktigt som han lämnade det. Kriget har tagit ut sin rätt på både samhället och människorna, även på de som inte varit inkallade. I denna nygamla tillvaro försöker nu Doktorn komma tillrätta, med lite hjälp från sina gamla vänner på luffarhotellet Lusasken och bordellen Björnflaggan.